# Jag är ingen barnunge längre!
Jag är ingen barnunge längre! (franska: L'Effrontée) är en fransk dramakomedi från 1985 i regi av Claude Miller.
Filmen är baserad på Carson McCullers roman Bröllopsgästen.

## Utmärkelser
Jag är ingen barnunge längre! vann Louis Delluc-priset 1985.

## Roller (urval)
- Charlotte Gainsbourg – Charlotte Castang
- Bernadette Lafont – Léone
- Jean-Claude Brialy – Sam
- Julie Glenn – Lulu
- Jean-Philippe Écoffey – Jean
- Raoul Billerey – Antoine, Charlottes far
- Simon de la Brosse – Jacky, Charlottes bror
- Philippe Baronnet – gymnastikläraren